# Steamin’ with the Miles Davis Quintet
Steamin’ with the Miles Davis Quintet ist ein Jazz-Album von Miles Davis, aufgenommen am 11. Mai und 26. Oktober 1956 für Prestige Records.

## Hintergrund
Um seinen Vertrag mit Prestige vorzeitig zu beenden und zu Columbia zu lukrativeren Konditionen zu wechseln, musste Miles Davis noch vier Alben für Prestige einspielen. Diese nahm er in zwei „Studio-Marathons“ im Mai und Oktober 1956 auf, wobei er insgesamt 24 Titel einspielte.
Auf dem Album wurden Standards von Komponisten wie Dizzy Gillespie, Thelonious Monk, Richard Rodgers und Victor Young und weiteren Komponisten veröffentlicht.

## Rezeption
Michael Bailey bewertete das Album bei allaboutjazz wie folgt:

“There is no highlight on this recording or the other four recordings that resulted from these two sessions. They are collectively the highlight of the first phase of the first great Miles Davis Quintet, captured here more crisply and accurately than on any previous release of this music.”

„Es gibt keinen Höhepunkt auf dieser Aufnahme oder den anderen vier Aufnahmen, die aus diesen beiden Sessions entstanden sind. Sie sind gemeinsam der Höhepunkt der ersten Phase des ersten großartigen Miles Davis Quintets, hier klarer und genauer eingefangen als auf jeder vorherigen Veröffentlichung dieser Musik.“

## Titelliste
Die ersten vier Stücke sowie Stück Nummer sechs stammen von der Mai-Session, das andere von der Oktober-Session.
1. Surrey with the Fringe on Top (Richard Rodgers) – 9:05
2. Salt Peanuts (Dizzy Gillespie, Kenny Clarke) – 6:09
3. Something I Dreamed Last Night (Sammy Fain) – 6:15
4. Diane (Lew Pollack, Ernö Rapée) – 7:49
5. Well, You Needn't (Thelonious Monk) – 6:19
6. When I Fall in Love (Victor Young) – 4:23

## Weitere Veröffentlichungen
Die bei den zwei Sessions vom 11. Mai und 26. Oktober aufgenommenen Titel erschienen außer auf Steamin’, das als letztes Album der Reihe erschien,  auf drei weiteren Alben, so zuerst auf Cookin’ with the Miles Davis Quintet (P 7094, Oktober 1956), Relaxin’ with the Miles Davis Quintet (P 7129, 1957) und Workin’ with the Miles Davis Quintet (P 7166, 1959).